# علي العربي
علي محمد أحمد العربي لاعب كرة قدم مصري، من ناشئي إنبي ، ويلعب حاليًا لنادي الرجاء في مركز الظهير الأيمن ، ولعب معه في موسم 2014–2015 في الدوري الممتاز 28 مباراة سجل خلالها هدف وحيد، ومباراتين في كأس مصر.

ولعب للمنتخب الوطني (فئة تحت 20) في كأس العالم تحت 20 سنة لكرة القدم 2009 أربع مباريات لم يسجل خلالها أي هدف.

## روابط خارجية
- علي العربي على موقع أرشيف الشارخ.
- علي العربي على موقع الاتحاد الدولي (مؤرشف)  (الإنجليزية)
- علي محمد